# 尿崩症

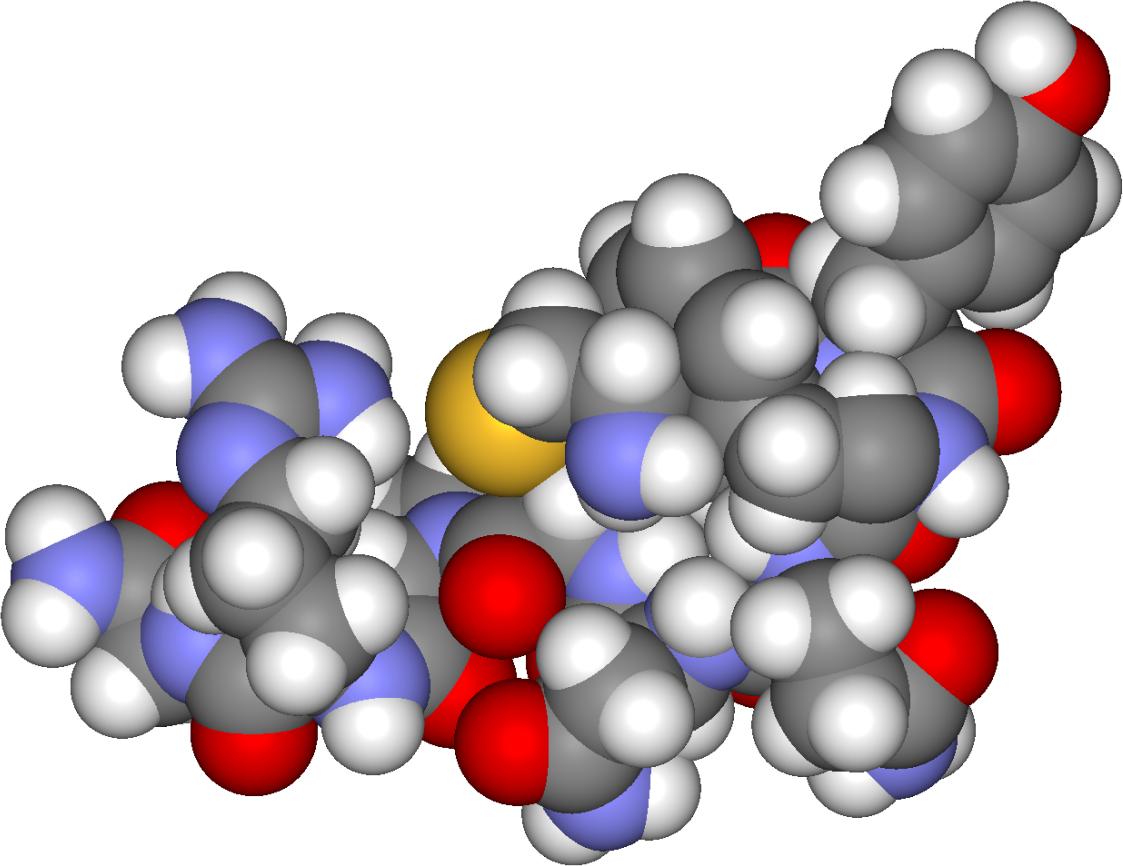
アルギニンバソプレシンの空間充填モデル。

尿崩症（にょうほうしょう、Diabetes insipidus; DI）とは、腎臓での水の再吸収が正常に働かず、口渇、多飲、多尿となる疾患のことである 。原因には、 バソプレッシンの合成または作用の障害により、水分を体内に保持する作用を持つ抗利尿ホルモン（ADH）の分泌欠乏による中枢性尿崩症、ADHの効力低下で尿量が増える腎性尿崩症の2タイプに分けられる。英語名の由来は糖尿病(Diabetes mellitus)と違って、尿が無味であること（Diabetes=多尿、Insipidus=無味）による。

## 病態
正常腎はバソプレッシンの作用によって水の再吸収が促進されている。尿崩症ではバソプレッシンの合成または作用が低下し、水の再吸収が低下することで多尿となる疾患である。糖尿病のような浸透圧利尿と違い、尿浸透圧は通常低下する。また、多尿によって血漿浸透圧が上昇するため、口渇・多飲を引き起こす。

## 分類
基本的にはバソプレッシン (ADH) の作用不全を尿崩症と呼ぶ。内分泌学でホルモンの作用不全があるといえば次の2つの病態を考える。
- ホルモンが産出されない。
- ホルモンが産出されるが標的細胞に異常がある。

この2つの病態をバソプレッシンに当てはめると中枢性尿崩症と腎性尿崩症の2つの病態ができあがる。バソプレッシンは視床下部で産出され、下垂体後葉で分泌され尿細管に作用するホルモンであるからである。
中枢性尿崩症
バソプレッシンを分泌する下垂体およびその上位中枢が障害を受け、バソプレッシンの分泌が低下するために起こるもの。
腎性尿崩症
バソプレッシンの作用する腎臓が傷害を受け、バソプレッシンは正常に分泌されるもののその作用が低下するために起こるもの。高カルシウム血症と低カリウム血症では多飲、多尿と腎不全の合併症が知られていたが、これらは集合管のバソプレッシン感受性を低下させ、腎性尿崩症を起こすということが判明した。

## 原因
中枢性尿崩症では視床下部や下垂体の腫瘍、炎症、外傷などによって発生する続発性、原因不明の特発性、遺伝性に発生する家族性の3つの原因がある。特発性尿崩症は現在は自己免疫性の下垂体後葉の炎症であると理解されている。リンパ球性漏斗下垂体後葉炎は中枢性尿崩症を引き起こす。抗ラブフィリン3A抗体が診断に有用であると報告されているが、保険適応はない。続発性では、頭蓋咽頭腫、サルコイドーシス、癌の後葉転移、ランゲルハンス細胞肉芽腫症、その他外傷やクモ膜下出血でおこす。不思議なことに下垂体腺腫では尿崩症は起こらない。あくまで下垂体前葉の疾患でありバソプレッシンの経路に異常は起こさないとされている。実際に下垂体前葉の圧迫によって障害されやすいホルモンの順番は、LH、FSH≧GH≧TSH≧ACTHという順番であり、下垂体後葉のホルモンには影響しない。なお、プロラクチンはホルモン異常をおこす背景が他の前葉ホルモンとは異なるのでここでは詳しく述べない。
腎性尿崩症では腎炎、電解質代謝異常などによって発生する続発性、遺伝性に発生する家族性の2つの原因がある。レセプター病の方は極めて稀である。
中枢性尿崩症と腎性尿崩症の区別はバソプレッシンの投与によって尿が濃縮されるかで調べる。尿が濃縮されるのが中枢性であり、反応しないのが腎性である。尿が濃縮されたかどうかは血清浸透圧≦尿浸透圧の関係式が成り立つかどうかで判断することが多い。

## 鑑別疾患
多飲、多尿を起こす疾患としては尿崩症以外に
- 糖尿病
- 心因性多尿

を考える。

## 症状
中枢性尿崩症と腎性尿崩症に症状の違いはない。
- 多飲、多尿、口渇
- 夜間尿、夜尿症
- 脱水症状、急性腎前性腎不全にいたる。

## 検査
尿検査
1日尿量は3000ml以上、浸透圧は低下する。尿糖、尿蛋白は陰性。
血液検査
血漿浸透圧、血清Na値、血漿レニン値は軽度上昇する。
高張食塩水負荷試験
5%食塩水を0.05ml/kg/分の速度で投与する。中枢性尿崩症ではバソプレッシンの分泌が低下、腎性尿崩症では軽度亢進する。
デスモプレシン負荷試験
デスモプレシンを負荷し、尿量が減少するか検査する。減少すれば中枢性尿崩症、減少しなければ腎性尿崩症である。
MRI
中枢性尿崩症では下垂体後葉の信号が低下し、前葉とほぼ同一となる。また、続発性尿崩症では原疾患の存在を検査することも可能である。

## 診断
尿浸透圧を検査し、糖尿病かそうでないかを鑑別する。その後、高張食塩水負荷試験やデスモプレッシン負荷試験によって中枢性か腎性かを鑑別する。また、バゾプレッシンとは無関係に多尿を引き起こす心因性多飲症は、血清Na値や血漿レニン値が低下していることや高張食塩水負荷試験で健常人と同様の反応を示すことで鑑別できる。
「バゾプレシン分泌低下症（中枢性尿崩症）の診断と治療の手引き（平成22年改訂）」による、中枢性尿崩症の診断基準を以下に示す。
Ⅰ． 主症候
1．口渇 　2．多飲　 3．多尿
Ⅱ． 検査所見
1．尿量は 1日3,000 ml 以上。 
2．尿浸透圧は300 mOsm/kg以下。
3．バゾプレシン分泌：血漿浸透圧（または血清ナトリウム濃度）に比較して相対的 に低下する。5％高張食塩水負荷（0.05 ml/kg/minで120分間点滴投与）時には、健常者の分泌範囲から逸脱し、血漿浸透圧（血清ナトリウム濃度）高値下においても分泌の低下を認める。
4. バゾプレシン負荷試験（水溶性ピトレシン 5 単位皮下注後30分ごとに2時間採尿）で尿量は減少し、尿浸透圧は300 mOsm/kg以上に上昇する。 
5. 水制限試験（飲水制限後、3％の体重減少で終了）においても尿浸透圧は300 mOsm/kgを越えない。ただし、水制限がショック状態を起こすことがあるので、必要な場合のみ実施する。
Ⅲ． 参考所見 
1. 原疾患の診断が確定していることが特に続発性尿崩症の診断上の参考と なる。 
2. 血清ナトリウム濃度は正常域の上限に近づく。 
3. MRI T1 強調画像において下垂体後葉輝度の低下を認める。但し、高齢者では正常人でも低下することがある。 
［診断基準］ ⅠとⅡの少なくとも 1～4 を満たすもの。

## 治療
中枢性尿崩症ではデスモプレシンを点鼻投与する。腎性尿崩症では水補給や原因疾患の治療で対処する。腎性尿崩症においては、尿量を減らす目的でチアジド系利尿薬を使用することもある。これはチアジド系利尿薬が糸球体濾過量（GFR）を減少させ、近位尿細管での水・電解質の再吸収を促進する作用があるためである。

## 予後
中枢性尿崩症は妊娠や脳手術に伴う一過性のものを除いて通常永続する。腎性尿崩症は続発性であれば治癒可能な場合もある。